# Stelian Trandafirescu
 Stelian Trandafirescu  (n. 14 septembrie 1928, la Pietroșița, județul Prahova – d. 6 noiembrie 2020 la București) a fost un jurnalist sportiv român.

## Biografie
Stelian Trandafirescu s-a născut într-o familie muncitorească. A lucrat o perioadă la fabrica electrică „Klement Gottwald” (devenită peste ani Uzina de Mașini Electrice București). Ulterior a vrut să se facă pilot de aviație, dând examen la Școala pentru Pregătirea Ofițerilor Naviganți din Sibiu, însă nu a intrat. La Sibiu avea însă să facă armata, unde printre altele a fost desemnat să scrie la rubrica de sport a ziarului unității, numit «Aripi Noi». Acela a fost primul său contact cu presa sportivă. A practicat în tinerețe volei, baschet și fotbal. A jucat chiar la juniorii Rapidului, locuind în acea vreme în Giulești. Peste ani avea să recunoască despre Rapid că a fost echipa lui de suflet.
Cariera jurnalistică a început-o la ziarul Viața Sindicală, devenit mai târziu Munca, unde la început a scris pe social, cu timpul trecând pe sport. În 1966, odată cu apariția săptămânalului Fotbal, a fost membru fondator și totodată redactor-șef adjunct (redactor șef era Aurel Neagu, iar secretar general, Radu Urziceanu). În 1974, după ce revista a fost înglobată în cotidianul Sportul, a lucrat în cadrul acestuia, până la ieșirea sa la pensie, în 1993, devenind unul dintre importantele condeie ale fotbalului românesc, scriind sute de cronici și materiale. Între 1974-1980 a avut chiar funcția de secretar general la respectivul cotidian, după care a fost redactor principal sau șef de rubrică. A fost prezent la turneele finale al Campionatului European din 1984, în Franța, și la cel al Campionatului Mondial din 1990, în Italia. După ieșirea la pensie, a mai lucrat o perioadă în calitate de colaborator la același cotidian devenit între timp Gazeta Sporturilor.
Apropiații îl apelau „Stelu”. A fost căsătorit, având un băiat și o fată, iar mai apoi doi nepoți și o strănepoată. Marea sa pasiune a fost pescuitul.